# قائمة العملات التذكارية والميداليات الأمريكية (عقد 1990)

## 1990

### عملة غير متداولة
| الفئة | العملة                   | تصميم الوجه الأمامي | تصميم الوجه الخلفي                            | المعدن            | السكّ                                                                            | التوافر | الوجه الأمامي | الوجه الخلفي |
| ----- | ------------------------ | ------------------- | --------------------------------------------- | ----------------- | ------------------------------------------------------------------------------- | ------- | ------------- | ------------ |
| $1    | دولار أيزنهاور التذكاري ‏ | صورتان لأيزنهاور    | منزل أيزنهاور بالقرب من جيتيسبيرغ، بنسلفانيا. | فضة 90%, نحاس 10% | تمت الموافقة على: 4,000,000 (حد أقصى) غير متداولة: 241,669 W إثبات: 1,144,461 P | 1990    |               |              |

## 1991

### عملات غير متداولة
| الفئة | العملة                                    | تصميم الوجه الأمامي                                                    | تصميم الوجه الخلفي                                                        | المعدن                   | السكّ                                                                          | التوافر | الوجه الأمامي | الوجه الخلفي |
| ----- | ----------------------------------------- | ---------------------------------------------------------------------- | ------------------------------------------------------------------------- | ------------------------ | ----------------------------------------------------------------------------- | ------- | ------------- | ------------ |
| 50¢   | نصف دولار جبل راشمور التذكاري             | جبل راشمور                                                             | جاموس أمريكي                                                              | نحاس 92%, نيكل 8%        | تمت الموافقة على: 2,500,000 (حد أقصى) غير متداولة: 172,754 D إثبات: 753,257 S | 1991    |               |              |
| $1    | دولار الذكرى السنوية لجبل راشمور          | جبل راشمور                                                             | الختم الكبير للولايات المتحدة وخريطة الولايات المتحدة                     | فضة 90%, نحاس 10%        | تمت الموافقة على: 2,500,000 (حد أقصى) غير متداولة: 133,139 P إثبات: 738,419 S | 1991    |               |              |
| $5    | نصف عقاب الذكرى السنوية لجبل راشمور       | عُقاب يطير فوق جبل راشمور                                               | "كلمات ("الذكرى الوطنية لجبل راشمور") (Mount Rushmore National Memorial)" | ذهب 90%, فضة 6%, نحاس 4% | تمت الموافقة على: 500,000 (حد أقصى) غير متداولة: 31,959 W إثبات: 111,991 W    | 1991    |               |              |
| $1    | دولار تذكاري للحرب الكورية                | جندي                                                                   | خريطة كوريا وعُقاب أصلع                                                    | فضة 90%, نحاس 10%        | تمت الموافقة على: 1,000,000 (حد أقصى) غير متداولة: 213,049 D إثبات: 618,488 P | 1991    |               |              |
| $1    | دولار الذكرى الخمسين لدار السك الأمريكية. | شعار دار السك الأمريكية مع كلمات ("الذكرى الخمسون") (5th Anniversary)" | عُقاب فوق دائرة                                                            | فضة 90%, نحاس 10%        | تمت الموافقة على: 1,000,000 (حد أقصى) غير متداولة: 124,958 D إثبات: 321,275 S | 1991    |               |              |

## 1992

### عملات غير متداولة
| الفئة | العملة                                         | تصميم الوجه الأمامي                   | تصميم الوجه الخلفي                                                                                | المعدن                   | السكّ                                                                          | التوافر     | الوجه الأمامي | الوجه الخلفي |
| ----- | ---------------------------------------------- | ------------------------------------- | ------------------------------------------------------------------------------------------------- | ------------------------ | ----------------------------------------------------------------------------- | ----------- | ------------- | ------------ |
| 50¢   | نصف دولار الأولمبياد الصيفية 1992 ‏             | لاعبة جمباز                           | شعار الأولمبياد باللاتينية: ("أسرع، أعلى، أقوى") (Citius, Altius, Fortius) والشعلة الأولمبية وغصن | نحاس 92%, نيكل 8%        | تمت الموافقة على: 6,000,000 (حد أقصى) غير متداولة: 161,607 P إثبات: 519,645 S | 1992        |               |              |
| $1    | دولار الأولمبياد الصيفية 1992                  | رامي                                  | الحلقات الأولمبية، غصنا زيتون، درع وكلمة الولايات المتحدة الأمريكية (USA)"                        | فضة 90%, نحاس 10%        | تمت الموافقة على: 4,000,000 (حد أقصى) غير متداولة: 187,552 D إثبات: 504,505 S | 1992        |               |              |
| $5    | نصف عُقاب الأولمبياد الصيفية 1992               | عداء سريع                             | الحلقات الأولمبية والختم الكبير للولايات المتحدة                                                  | ذهب 90%, فضة 6%, نحاس 4% | تمت الموافقة على: 500,000 (حد أقصى) غير متداولة: 27,732 W إثبات: 77,313 W     | 1992        |               |              |
| $1    | دولار فضي الذكرى المئوية الثانية للبيت الأبيض ‏ | البيت الأبيض                          | تمثال نصفي لجيمس هوبان                                                                            | فضة 90%, نحاس 10%        | تمت الموافقة على: 500,000 (حد أقصى) غير متداولة: 123,803 D إثبات: 375,851 W   | 1992        |               |              |
| 50¢   | نصف دولار الذكرى الخمسمائة لكريستوفر كولومبوس  | كولومبوس يحط بقدميه على العالم الجديد | كولومبوس وسفينتيه                                                                                 | نحاس 92%, نيكل 8%        | تمت الموافقة على: 1,000,000 (حد أقصى) غير متداولة: 135,702 D إثبات: 390,154 S | 1992 – 1993 |               |              |
| $1    | دولار الذكرى الخمسمائة لكريستوفر كولومبوس      | كولومبوس، كرة، وسفن                   | نصف سفينة ونصف مكوك ديسكفري                                                                       | فضة 90%, نحاس 10%        | تمت الموافقة على: 4,000,000 (حد أقصى) غير متداولة: 106,949 D إثبات: 385,241 P | 1992 – 1993 |               |              |
| $5    | نصف عقاب الذكرى الخمسمائة لكريستوفر كولومبوس   | كولومبوس أمام خريطة للأمريكتين        | شعار النبالة لكولومبوس                                                                            | ذهب 90%, فضة 6%, نحاس 4% | تمت الموافقة على: 500,000 (حد أقصى) غير متداولة: 24,329 W إثبات: 79,730 W     | 1992 – 1993 |               |              |

## 1993

### عملات غير متداولة
| الفئة | العملة                                          | تصميم الوجه الأمامي                            | تصميم الوجه الخلفي                                                          | المعدن                   | السكّ                                                                          | التوافر | الوجه الأمامي | الوجه الخلفي |
| ----- | ----------------------------------------------- | ---------------------------------------------- | --------------------------------------------------------------------------- | ------------------------ | ----------------------------------------------------------------------------- | ------- | ------------- | ------------ |
| 50¢   | نصف دولار وثيقة الحقوق ‏                         | جيمس ماديسون ومنزله في مقاطعة أورانج، فيرجينيا | شعلة تمثال الحرية                                                           | فضة 90%, نحاس 10%        | تمت الموافقة على: 1,000,000 (حد أقصى) غير متداولة: 193,346 W إثبات: 586,315 S | 1993    |               |              |
| $1    | دولار وثيقة الحقوق                              | جيمس ماديسون                                   | منزل ماديسون                                                                | فضة 90%, نحاس 10%        | تمت الموافقة على: 900,000 (حد أقصى) غير متداولة: 98,383 D إثبات: 534,001 S    | 1993    |               |              |
| $5    | نصف عقاب وثيقة الحقوق                           | جيمس ماديسون                                   | اقتباس لماديسون، عقاب، شعلة، غصن                                            | ذهب 90%, فضة 6%, نحاس 4% | تمت الموافقة على: 300,000 (حد أقصى) غير متداولة: 22,266 W إثبات: 78,561 W     | 1993    |               |              |
| 50¢   | نصف دولار الذكرى الخمسين للحرب العالمية الثانية | ثلاث جنود وحرف V                               | معركة                                                                       | نحاس 92%, نيكل 8%        | تمت الموافقة على: 2,000,000 (حد أقصى) غير متداولة: 197,072 P إثبات: 317,396 P | 1993    |               |              |
| $1    | دولار الذكرى الخمسين للحرب العالمية الثانية     | جندي أمريكي في نورماندي                        | شعار الأكمام للمقر الأعلى لقوات التدخل السريع للحلفاء ‏، مع اقتباس لآيزنهاور | فضة 90%, نحاس 10%        | تمت الموافقة على: 1,000,000 (حد أقصى) غير متداولة: 94,708 D إثبات: 342,041 W  | 1993    |               |              |
| $5    | نصف عقاب الذكرى الخمسين للحرب العالمية الثانية  | جندي أمريكي                                    | حرف "V" إشارة للنصر، اقتباس لماديسون، عقاب، شعلة، وغصن                      | ذهب 90%, فضة 6%, نحاس 4% | تمت الموافقة على: 300,000 (حد أقصى) غير متداولة: 23,089 W إثبات: 65,461 W     | 1993    |               |              |

## 1994

### عملات غير متداولة
| الفئة | العملة                                                      | تصميم الوجه الأمامي                                                            | تصميم الوجه الخلفي                                   | المعدن                   | السكّ                                                                          | التوافر | الوجه الأمامي | الوجه الخلفي |
| ----- | ----------------------------------------------------------- | ------------------------------------------------------------------------------ | ---------------------------------------------------- | ------------------------ | ----------------------------------------------------------------------------- | ------- | ------------- | ------------ |
| 50¢   | نصف دولار كأس العالم 1994                                   | لاعب كرة قدم                                                                   | شعار كأس العالم 1994                                 | نحاس 92%, نيكل 8%        | تمت الموافقة على: 5,000,000 (حد أقصى) غير متداولة: 168,208 D إثبات: 609,354 P | 1994    |               |              |
| $1    | دولار كأس العالم 1994                                       | لاعبا كرة قدم                                                                  | شعار كأس العالم 1994                                 | فضة 90%, نحاس 10%        | تمت الموافقة على: 5,000,000 (حد أقصى) غير متداولة: 81,698 D إثبات: 576,978 S  | 1994    |               |              |
| $5    | نصف عقاب كأس العالم 1994                                    | كأس العالم                                                                     | شعار كأس العالم 1994                                 | ذهب 90%, فضة 6%, نحاس 4% | تمت الموافقة على: 750,000 (حد أقصى) غير متداولة: 22,464 W إثبات: 89,619 W     | 1994    |               |              |
| $1    | دولار الذكرى الـ250 لتوماس جيفرسون ‏                         | توماس جفرسون                                                                   | مونتيسيلو                                            | فضة 90%, نحاس 10%        | تمت الموافقة على: 600,000 (حد أقصى) غير متداولة: 266,927 P إثبات: 332,891 S   | 1994    |               |              |
| $1    | دولار ذكرى حرب فيتنام ‏                                      | يد ممدودة تلامس اسمًا على النصب التذكاري لحرب فيتنام النصب التذكاري لحرب فيتنام | ثلاث ميداليات تم منحهم خلال حرب فيتنام               | فضة 90%, نحاس 10%        | تمت الموافقة على: 500,000 (حد أقصى) غير متداولة: 57,317 W إثبات: 226,262 P    | 1994    |               |              |
| $1    | دولار سجناء الحرب ‏                                          | عقاب مقيد يتحرر عبر حلقة ممثلاً الحرية                                          | تصميم مقترح لمتحف سجناء الحرب                        | فضة 90%, نحاس 10%        | تمت الموافقة على: 500,000 (حد أقصى) غير متداولة: 54,790 W إثبات: 220,100 P    | 1994    |               |              |
| $1    | الدولار الفضي التذكاري للنساء في الخدمة العسكرية الأمريكية ‏ | نساء الخدمة يمثلن الفروع الخمسة للجيش الأمريكي                                 | تصميم المعتمد لنصب النساء في الخدمة العسكرية لأمريكا | فضة 90%, نحاس 10%        | تمت الموافقة على: 500,000 (حد أقصى) غير متداولة: 53,054 W إثبات: 213,201 P    | 1994    |               |              |
| $1    | الدولار الفضي للذكرى المئوية الثانية للكابيتول ‏             | قبة الكابيتول                                                                  | نسر، درع، وأعلام أمريكية                             | فضة 90%, نحاس 10%        | تمت الموافقة على: 500,000 (حد أقصى) غير متداولة: 68,352 D إثبات: 279,416 S    | 1994    |               |              |

## 1995

### عملات غير متداولة
| الفئة | العملة                                        | تصميم الوجه الأمامي                       | تصميم الوجه الخلفي | المعدن                   | السكّ                                                                          | التوافر | الوجه الأمامي | الوجه الخلفي |
| ----- | --------------------------------------------- | ----------------------------------------- | --- | ------------------------ | ----------------------------------------------------------------------------- | ------- | ------------- | ------------ |
| 50¢   | نصف دولار معركة الحرب الأهلية ‏                | صبي الطبول في الحرب الأهلية               | مشهد ساحة معركة مع كتابة :"إثراء مستقبلنا من خلال الحفاظ على ماضينا" | نحاس 92%, نيكل 8%        | تمت الموافقة على: 2,000,000 (حد أقصى) غير متداولة: 119,520 S إثبات: 330,099 S | 1995    |               |              |
| $1    | دولار الحرب الأهلية                           | جندي مشاة يرفع القربة إلى شفتي عدو جريح   | اقتباس لجوشوا تشامبرلين: "في الأفعال العظيمة يبقى شيء ما. في الحقول العظيمة يبقى شيء ما. تتغير الأشكال وتزول، وتختفي الأجساد، لكن الأرواح تظلّ لتكرّس أرضًا لمكان رؤية النفوس." | فضة 90%, نحاس 10%        | تمت الموافقة على: 1,000,000 (حد أقصى) غير متداولة: 45,866 P إثبات: 330,002 S  | 1995    |               |              |
| $5    | نصف عقاب معركة الحرب الأهلية                  | عازف بوق في الحرب الأهلية على ظهر خيل     | عقاب أصلع | ذهب 90%, فضة 6%, نحاس 4% | تمت الموافقة على: 300,000 (حد أقصى) غير متداولة: 12,735 W إثبات: 55,246 W     | 1995    |               |              |
| 50¢   | نصف دولار مئوية الأولمبياد (كرة السلة)        | كرة السلة للرجال                          | شعار لجنة أتلانتا للألعاب الأولمبية معروضًا فوق الكرة الأرضية | نحاس 92%, نيكل 8%        | تمت الموافقة على: 2,000,000 (حد أقصى) غير متداولة: 171,001 S إثبات: 169,655 S | 1995    |               |              |
| 50¢   | دولار مئوية الأولمبياد (كرة القاعدة)          | كرة القاعدة للرجال                        | شعار لجنة أتلانتا للألعاب الأولمبية معروضًا فوق الكرة الأرضية | نحاس 92%, نيكل 8%        | تمت الموافقة على: 2,000,000 (حد أقصى) غير متداولة: 164,605 S إثبات: 118,087 S | 1995    |               |              |
| $1    | دولار مئوية الأولمبياد (الركض البارالمبي)     | عداء مكفوف مربوط بحبل وشعار بارالمبي      | أيدي متشابكة ترمز إلى روح الفريق | فضة 90%, نحاس 10%        | تمت الموافقة على: 750,000 (حد أقصى) غير متداولة: 28,649 D إثبات: 138,337 P    | 1995    |               |              |
| $1    | دولار مئوية الأولمبياد (الجمباز)              | جمباز الرجال                              | أيدي متشابكة ترمز إلى روح الفريق | فضة 90%, نحاس 10%        | تمت الموافقة على: 750,000 (حد أقصى) غير متداولة: 42,497 D إثبات: 182,676 P    | 1995    |               |              |
| $1    | دولار مئوية الأولمبياد (ركوب الدراجات)        | ركوب الدراجات للرجال                      | أيدي متشابكة ترمز إلى روح الفريق | فضة 90%, نحاس 10%        | تمت الموافقة على: 750,000 (حد أقصى) غير متداولة: 19,662 D إثبات: 118,795 P    | 1995    |               |              |
| $1    | دولار مئوية الأولمبياد (ألعاب القوى)          | ألعاب القوى للرجال                        | أيدي متشابكة ترمز إلى روح الفريق | فضة 90%, نحاس 10%        | تمت الموافقة على: 750,000 (حد أقصى) غير متداولة 24,796 D إثبات: 136,935 P     | 1995    |               |              |
| $5    | نصف عقاب مئوية الأولمبياد (عداء الشعلة)       | عداء حاملاً شعلة                           | منظر جانبي لعقاب أصلع يحمل لافتة في منقاره | ذهب 90%, فضة 6%, نحاس 4% | تمت الموافقة على: 175,000 (حد أقصى) غير متداولة: 14,675 W إثبات: 57,442 W     | 1995    |               |              |
| $5    | نصف عقاب مئوية الأولمبياد (الاستاد)           | صورة الاستاد الأولمبي                     | منظر جانبي لعقاب أصلع يحمل لافتة في منقاره | ذهب 90%, فضة 6%, نحاس 4% | تمت الموافقة على: 175,000 (حد أقصى) غير متداولة: 10,579 W إثبات: 43,124 W     | 1995    |               |              |
| $1    | دولار الألعاب العالمية للأولمبياد الخاص الفضي | مؤسس الأولمبياد الخاص يونيس كينيدي شرايفر | ميدالية الأولمبياد الخاصة، زهرة، واقتباس | فضة 90%, نحاس 10%        | تمت الموافقة على: 800,000 (حد أقصى) غير متداولة: 89,301 W إثبات: 351,764 P    | 1995    |               |              |

## 1996

### عملات غير متداولة
| الفئة | العملة                                                      | تصميم الوجه الأمامي                               | تصميم الوجه الخلفي | المعدن                   | السكّ                                                                         | التوافر | الوجه الأمامي | الوجه الخلفي |
| ----- | ----------------------------------------------------------- | ------------------------------------------------- | --- | ------------------------ | ---------------------------------------------------------------------------- | ------- | ------------- | ------------ |
| 50¢   | نصف دولار مئوية الأولمبياد (السباحة)                        | سباح                                              | علامة لجنة أتلانتا للأولمبياد مع شعلة ونار                                                                                              | نحاس 92%, نيكل 8%        | تمت الموافقة على: 3,000,000 (حد أقصى) غير متداولة: 49,533 S إثبات: 77,962 S  | 1996    |               |              |
| 50¢   | نصف دولار مئوية الأولمبياد (كرة القدم)                      | لاعبات كرة قدم                                    | شعار لجنة أتلانتا للألعاب الأولمبية مع شعلة و مشعل و حلقات و عمود يوناني و رقم "100" للاحتفال بالذكرى المئوية للألعاب الأولمبية الحديثة | نحاس 92%, نيكل 8%        | تمت الموافقة على: 3,000,000 (حد أقصى) غير متداولة: 52,836 S إثبات: 122,412 S | 1996    |               |              |
| $1    | دولار مئوية الأولمبياد (ألعاب القوى لذوي الاحتياجات الخاصة) | رياضي على كرسي متحرك يتنافس في مسابقة ألعاب القوى | علامة لجنة أتلانتا للألعاب الأولمبية مع شعلة ونار                                                                                       | فضة 90%, نحاس 10%        | تمت الموافقة على: 1,000,000 (حد أقصى) غير متداولة: 14,497 D إثبات: 84,280 P  | 1996    |               |              |
| $1    | دولار مئوية الأولمبياد (التنس)                              | لاعبات تنس                                        | علامة لجنة أتلانتا للألعاب الأولمبية مع شعلة ونار                                                                                       | فضة 90%, نحاس 10%        | تمت الموافقة على: 1,000,000 (حد أقصى) غير متداولة: 15,983 D إثبات: 92,016 P  | 1996    |               |              |
| $1    | دولار مئوية الأولمبياد (التجديف)                            | لاعبو تجديف                                       | علامة لجنة أتلانتا للألعاب الأولمبية مع شعلة ونار                                                                                       | فضة 90%, نحاس 10%        | تمت الموافقة على: 1,000,000 (حد أقصى) غير متداولة: 16,258 D إثبات: 151,890 P | 1996    |               |              |
| $1    | دولار مئوية الأولمبياد (الوثب العالي)                       | رياضي يقوم بالوثب                                 | علامة لجنة أتلانتا للألعاب الأولمبية مع شعلة ونار                                                                                       | فضة 90%, نحاس 10%        | تمت الموافقة على: 1,000,000 (حد أقصى) غير متداولة: 15,697 D إثبات: 124,502 P | 1996    |               |              |
| $5    | نصف عقاب مئوية الأولمبياد (قِدر)                             | ضوء شعلة الأولمبياد                               | شعار لجنة أتلانتا للألعاب الأولمبية محاط بأوراق الغار                                                                                   | ذهب 90%, فضة 6%, نحاس 4% | تمت الموافقة على: 300,000 (حد أقصى) غير متداولة: 9,210 W إثبات: 38,555 W     | 1996    |               |              |
| $5    | نصف عقاب مئوية الأولمبياد (حامل العلم)                      | رياضي يحمل علم ويتبعه حشد                         | شعار لجنة أتلانتا للألعاب الأولمبية محاط بأوراق الغار                                                                                   | ذهب 90%, فضة 6%, نحاس 4% | تمت الموافقة على: 300,000 (حد أقصى) غير متداولة: 9,174 W إثبات: 32,886 W     | 1996    |               |              |
| $1    | دولار الخدمة المجتمعية الوطنية                              | امرأة ترمز للحرية                                 | منقوشة في وسطها عبارة "خدمة لأمريكا" محاطة بإكليل من الغار                                                                              | فضة 90%, نحاس 10%        | تمت الموافقة على: 500,000 (حد أقصى) غير متداولة: 23,500 S إثبات: 101,543 S   | 1996    |               |              |
| $1    | دولار الذكرى المئة وخمسين لمؤسسة سميثسونيان                 | مقر مؤسسة سميثسونيان                              | شخصية رمزية فوق العالم | فضة 90%, نحاس 10%        | تمت الموافقة على: 650,000 (حد أقصى) غير متداولة: 31,230 D إثبات: 129,152 P   | 1996    |               |              |
| $5    | نصف عقاب الذكرى المئة وخمسين لمؤسسة سميثسونيان              | جيمس سميثسون                                      | شعار مؤسسة سميثسون | ذهب 90%, فضة 6%, نحاس 4% | تمت الموافقة على: 100,000 (حد أقصى) غير متداولة: 9,068 W إثبات: 29,474 W     | 1996    |               |              |

## 1997

### عملات غير متداولة
| الفئة | العملة                                      | تصميم الوجه الأمامي                                                                                | تصميم الوجه الخلفي                                                                                          | المعدن                   | السكّ                                                                       | التوافر                           | الوجه الأمامي | الوجه الخلفي |
| ----- | ------------------------------------------- | -------------------------------------------------------------------------------------------------- | --- | ------------------------ | -------------------------------------------------------------------------- | --------------------------------- | ------------- | ------------ |
| $1    | دولار حديقة الولايات المتحدة النباتية الفضي | واجهة فرنسية متعددة الأقواس لحديقة الولايات المتحدة النباتية ‏                                      | إكليل من الورود حول وردة                                                                                    | فضة 90%, نحاس 10%        | تمت الموافقة على: 500,000 (حد أقصى) غير متداولة: 57,272 P إثبات: 264,528 P | 1997                              |               |              |
| $1    | دولار جاكي روبينسون                         | جاكي روبينسون يمسك هاربًا بصحن خلال كأس العالم لكرة القاعدة 1955 ‏                                   | شعار الذكرى الخمسين لمؤسسة جاكي روبنسون محاط بعبارتي "أفضل لاعب مبتدئ في العام 1947" و "قاعة المشاهير 1962" | فضة 90%, نحاس 10%        | تمت الموافقة على: 200,000 (حد أقصى) غير متداولة: 30,007 S إثبات: 110,495 S | 1997 – 1998                       |               |              |
| $5    | نصف عُقاب جاكي روبينسون                      | صورة جاكي روبينسون                                                                                 | نقش "إرث الشجاعة"                                                                                           | ذهب 90%, فضة 6%, نحاس 4% | تمت الموافقة على: 100,000 (حد أقصى) غير متداولة: 5,202 W إثبات: 24,072 W   | 16 أغسطس, 1997 – 16 أغسطس, 1998   |               |              |
| $1    | الدولار التذكاري لضباط إنفاذ القانون        | ضابطا شرطة المتنزهات الأمريكية روبرت تشيلسي وكيلسي ستيفانسون يقومان يتحسسا على النصب اسم زميل لهما | الشعار التذكاري لقوة إنفاذ القانون                                                                          | فضة 90%, نحاس 10%        | تمت الموافقة على: 500,000 (حد أقصى) غير متداولة: 28,575 P إثبات: 110,428 P | 19 سبتمبر, 1997 – 15 ديسمبر, 1998 |               |              |
| $5    | نصف عقاب فرانكلين ديلانو روزفلت             | صورة فرانكلين روزفيلت                                                                              | الختم الرئاسي المعروض في حفل تنصيب فرانكلين روزفلت عام 1933                                                 | ذهب 90%, فضة 6%, نحاس 4% | تمت الموافقة على: 100,000 (حد أقصى) غير متداولة: 11,894 W إثبات: 29,474 W  | 1997                              |               |              |

## 1998

### عملات غير متداولة
| الفئة | العملة                                   | تصميم الوجه الأمامي | تصميم الوجه الخلفي                          | المعدن            | السكّ                                                                       | التوافر                           | الوجه الأمامي | الوجه الخلفي |
| ----- | ---------------------------------------- | ------------------- | ------------------------------------------- | ----------------- | -------------------------------------------------------------------------- | --------------------------------- | ------------- | ------------ |
| $1    | دولار روبرت كينيدي                       | روبرت إف. كينيدي    | ختم وزارة العدل وختم مجلس الشيوخ            | فضة 90%, نحاس 10% | تمت الموافقة على: 500,000 (حد أقصى) غير متداولة: 106,422 S إثبات: 99,020 S | 2 يناير, 1998 – 31 ديسمبر, 1998   |               |              |
| $1    | الدولار الفضي لأبطال الحرب الثورية السود | كريسبوس أتوكس       | نصب تذكاري مقترح لأبطال الحرب الثورية السود | فضة 90%, نحاس 10% | تمت الموافقة على: 500,000 (حد أقصى) غير متداولة: 37,210 S إثبات: 75,070 S  | 13 فبراير, 1998 – 31 ديسمبر, 1998 |               |              |

## 1999

### عملات غير متداولة
| الفئة | العملة                           | تصميم الوجه الأمامي                                        | تصميم الوجه الخلفي                                                | المعدن                   | السكّ                                                                       | التوافر                         | الوجه الأمامي | الوجه الخلفي |
| ----- | -------------------------------- | ---------------------------------------------------------- | ----------------------------------------------------------------- | ------------------------ | -------------------------------------------------------------------------- | ------------------------------- | ------------- | ------------ |
| $1    | دولار دوللي ماديسون              | دوللي ماديسون                                              | منزل ماديسون                                                      | فضة 90%, نحاس 10%        | تمت الموافقة على: 500,000 (حد أقصى) غير متداولة: 22,948 P إثبات: 158,247 P | 1 يناير, 1998 – 31 ديسمبر, 1998 |               |              |
| $1    | دولار منتزه يلوستون الوطني الفضي | نافورة أولد فيثفول مع منظر طبيعي للمتنزه وأشجار في الخلفية | جاموس أمريكي في السهول مع شروق الشمس المشرق فوق الجبال في الخلفية | فضة 90%, نحاس 10%        | تمت الموافقة على: 500,000 (حد أقصى) غير متداولة: 23,614 P إثبات: 128,646 P | 16 يوليو, 1999 – 15 يوليو, 2000 |               |              |
| $5    | نصف عقاب جورج واشنطن             | صورة جورج واشنطن                                           | عُقاب أصلع                                                         | ذهب 90%, فضة 6%, نحاس 4% | تمت الموافقة على: 100,000 (حد أقصى) غير متداولة: 22,511W إثبات: 41,693 W   | 1 مايو, 1999 – 31 نوفمبر, 1999  |               |              |

### عملات متداولة
| الفئة | العملة         | تصميم الوجه الأمامي | تصميم الوجه الخلفي                                                                                                | السكّ                                                                                             | الوجه الأمامي | الوجه الخلفي |
| ----- | -------------- | ------------------- | --- | ------------------------------------------------------------------------------------------------ | ------------- | ------------ |
| 25¢   | ربع ديلاوير    | جورج واشنطن         | سيزر رودني على ظهر جواد. كتابة: "الولاية الأولى"، "سيزر رودني"                                                    | تداول: 373,400,000 P 401,424,000 D إثبات: 3,713,359 S (غلاف) (بالإنجليزية: clad) 804,565 S (فضة) |               |              |
| 25¢   | ربع بنسيلفانيا | جورج واشنطن         | تمثال كومونويلث ‏، خطوط الولاية، حجر الأساس كتابة: "الفضيلة، الحرية، الاستقلال"                                    | تداول: 349,000,000 P 358,332,000 D إثبات: 3,713,359 S (غلاف) 804,565 S (فضة)                     |               |              |
| 25¢   | ربع نيو جيرسي  | جورج واشنطن         | لوحة واشنطن يعبر نهر ديلاوير، والتي تضم جورج واشنطن (واقفًا) وجيمس مونرو (حاملاً العلم)" كتابة: "مفترق طرق الثورة"  | تداول: 363,200,000 P 299,028,000 D إثبات: 3,713,359 S (غلاف) 804,565 S (فضة)                     |               |              |
| 25¢   | ربع جورجيا     | جورج واشنطن         | ثمرة خوخ، أغصان بلوط غابية (شجرة الولاية)، خطوط الولاية لافتة تحمل النص: "الحكمة، العدل، الاعتدال" (شعار الولاية) | تداول: 451,188,000 P 488,744,000 D إثبات: 3,713,359 S (غلاف) 804,565 S (فضة)                     |               |              |
| 25¢   | ربع كونيتيكت   | جورج واشنطن         | شجرة البلوط الضخمة في الولاية، مع كتابة تحمل اسمها                                                                | تداول: 688,744,000 P 657,880,000 D إثبات: 3,713,359 S (غلاف) 804,565 S (فضة)                     |               |              |